# Христофор (Аталла)
Архиепи́скоп Христофо́р (араб. أساقفة خريستوفوروس‎, в миру Ханна Аталла, араб. حنا عطا‎; род. 1970, Иерусалим) — епископ Иерусалимской православной церкви, архиепископ Кириакопольский. Патриарший эпитроп в Аммане.

## Биография
Родился в 1970 году в Иерусалиме в арабской семье Камала и Ясеми. Имеет брата по имени Муса.
Учился в Иерусалимской патриаршей школе. Затем обучался праву в Университете Иордании.
В 1984 году пострижен в монашество патриархом Иерусалимским Диодором. В 1988 году был рукоположён в сан иеродиакона митрополитом Кесарийским Василием (Блацосом). В 1989 году направлен служить в Иоаданию из Иерусалима. 6 января 1991 года рукоположён в сан иеромонаха архиепископом Лиддским Тимофеем (Маргаритисом).
Принял большое участие в устроении монастыря иконы Пресвятой Богородицы «Живоносный Источник», основанного в 1999 года Патриархом Диодором в посёлке Дибине мухафазы Джараш. Данный монастырь был единственным женским православным монастырём в Иордании.
В 2004 году был назначен патриаршим представителем в Ирбиде. Наладил катехизацию в каждом храме, также благодаря пожертвованиям православных арабов произвёл ремонт монастыре Живоносного Источника и во всех церквях Северной Иордании и помещенях при храмах, ремонтировал ветхие дома бедных христианских семей, а также снабжал их мебелью. Поддерживал бедных студентов, оплачивая их обучение.
С 2005 года являлся заместителем председателя Церковного суда в Аммане. В 2007 году был лишён жалования, а в 2009 году уволен с этой должности. Данное увольнение вызвало резкое недовольство среди православных арабов, которые 17 ноября того же года устроили сидячую забастовку, призывая к отмене этого решения и арабизации Иерусалимского патриархата, возглавляемого епископами-греками. Сам архимандрит Христофор объяснил своё увольнение рядом решений, направленных против арабских священнослужителей данной поместной церкви.
4 марта 2013 года решением Священного Синода уволен с должности патриаршего представителя в Ирбиде, лишившись таким образом последней должности в структуре Иерусалимского Патриархата после 23 лет церковного служения в Иордании. После удаления из Ирбида, в течение нескольких лет пребывал в устроенном им монастыре в Дибине, будучи духовником обители.
В середине 2014 года был в числе виднейших арабоязычных клириков Иерусалимской Православной Церкви, подписавших открытое письмо о нуждах своей паствы к Иерусалимскому священноначалию. Вместе с другими подписантами он требовал: беспрепятственного пострига в монашество православных арабов и арабок; наличия знающих арабский язык духовников для совершения исповеди; признания женского монастыря в Дибине; создания семинарии, церковного училища и катехизаторских школ с преподаванием на арабском языке; учреждения вместо титулярных реальных митрополий и епископий, так как пастве необходимы пастыри; участие представителей паствы в управлении церковными делами; изменение принципов выбора членов Синода, так как в настоящее время он «состоит из лиц, угодных Патриарху, которые не представляют ни паству, ни епархии».
В декабре 2016 года отношения арабских священников с Патриархом Феофилом III испортились настолько, что последний лишил жалования архиепископа Феодосия (Ханну), а архимандрита Христофора отозвал из своего монастыря в Иерусалим.
15 мая 2018 года был избран архиепископом Кириакопольским, патриаршим представителем в Аммане. Этим назначением пост в Аммане был впервые вверен архипастырю палестинского происхождения, с чем связывались надежды на улучшение отношений местной, преимущественно арабоязычной, паствы с Иерусалимским священноначалием.
19 мая того же года в Воскресенском соборе в Иерусалиме состоялась его архиерейская хиротония с возведением в сан архиепископа, которую совершили: Патриарх Иерусалимский Феофил III, митрополит Бострийский Тимофей (Маргаритис), митрополит Назаретский Кириак (Георгопетрис), митрополит Филадельфийский Венедикт (Цекурас) и митрополит Еленопольский Иоаким (Кондовас), архиепископ Константинский Аристарх (Перистерис), архиепископ Иоппийский Дамаскин (Гаганьярас), архиепископ Фаворский Мефодий (Ливерис), архиепископ Лиддский Димитрий (Василиадис), архиепископ Катарский Макарий (Маврояннакис) и архиепископ Иерапольский Исидор (Факицас).
30 июня того же года состоялось вступление архиепископа Христофора в должность Патриаршего Епитропа в Аммане. Была совершена литургиея, которую возглавил Патриарх Иерусалимский Феофил в святом храме Сретения Господня в Аммане. Вечером того же дня в амманской общиной были поданы прием и трапеза в честь нового Епитропа Аммана в грекоправославном клубе.
25 сентября 2019 года решением Священного Синода назначен Председателем Апелляционного церковного суда Иерусалимской православной церкви.